# Bernard Pottier (administrateur)
Pour les articles homonymes, voir Bernard Pottier.
Bernard Pottier, né le 11 juillet 1942 à Vernon et mort le 15 décembre 2017 à Berne,, est un administrateur colonial français.

## Biographie
Natif de l'Eure, il est diplômé de l'École nationale d'administration. Il est fonctionnaire à l'ambassade de France à Djakarta avant d'être nommé commissaire-résident français au condominium des Nouvelles-Hébrides, c'est à dire chef de la moitié française du gouvernement de cette colonie conjointe franco-britannique en Océanie. Il entre en fonction le 4 janvier 1978, avec pour pendant le commissaire-résident britannique John Stuart Champion.
À cette date, il est déjà acté que la colonie s'achemine vers une indépendance proche, et des élections législatives en novembre 1977 l'ont dotée de son premier gouvernement autochtone, le gouvernement George Kalsakau, composé de francophones réticents à une indépendance trop rapide. Les anglophones du Vanua'aku Pati, menés par Walter Lini, boycottent toutefois ce gouvernement et ont déclaré fin novembre 1977 un « gouvernement populaire provisoire » et l'indépendance unilatérale du pays. Le Courrier australien estime ainsi que Bernard Pottier « sera sans doute le dernier commissaire-résident » de la colonie. Il cède toutefois dès juillet sa fonction à Jean-Jacques Robert.